# Geremi Njitap
Geremi Sorele Njitap Fotso, mest känd som Geremi, född 20 december 1978 i Bafoussam, är en kamerunsk före detta fotbollsspelare. Han har tidigare spelat för bland annat Real Madrid, Chelsea och Newcastle.
Geremi representerar Kamerun på landslagsnivå och har deltagit i VM 2002 och African Nations Cup både 2004 och 2006. Dessutom var han en nyckelspelare för det lag som i fotbollstävlingarna vid Sydney-OS 2000 vann Kameruns första OS-guld någonsin.